# 福林正之
福林 正之（ふくばやし まさゆき、1901年3月21日 - 1977年6月13日）は、日本の出版実業家、作家。

## 人物・経歴
北海道小樽市生まれ。松本高等学校文科甲類を経て東京帝国大学社会学科卒。
報知新聞記者などを経て、1943年3月に『日本読書新聞』の発行元であった日本出版文化協会から改組された出版統制組織「日本出版会」の総務部次長兼編集室長となる。同紙は敗戦を待つまでもなく物資の不足と編集部員の応召などにより、1945年5月に休刊した。同年3月には出版用紙の確保のために一括して用紙を荷受する機関として「日本出版助成株式会社」が設立され、同社専務に就任。1946年、同社を日本出版協同株式会社に改組した後に社長に就任した。 戦後は、『日本出版年鑑』などを出版した。1950年代は、『アルセーヌ・ルパン全集』など推理小説なども刊行した。「出版ニュース」1952年3月中合併号に「敗戦史を書く権利と義務」を寄稿した後、『雲ながるる果てに 戦歿飛行予備学生の手記』（日本出版協同、1952年）の出版に尽力。日本出版協同が出版した本書はベストセラーとなり、映画化されたにもかかわらず、同社は1954年に倒産。1956年、出版協同社として再建した。その後、旧日本軍の航空機などの資料を多数出版し、同社の路線を定着させた。鏡浦書房代表取締役社長という別の肩書きも持ち、作家としても活動し、旧制高校同窓生の庵政三をモチーフに『文藝春秋』誌に発表した『ある聖医伝』では文藝春秋読者賞を受賞した。

## 主な著書
- 『神様になった快傑―わが友・福田美亮のことども』（鏡浦書房、1968年）
- 『ある聖医伝』（筑摩書房、1972年）
- 『秘められた歴史の人 ジョン万次郎』（桜井誠絵、さ・え・ら書房、1973年）
- 『マラソン爺さん』（筑摩書房、1975年）